# Giải vô địch bóng đá vùng Caribe
Giải vô địch bóng đá vùng Caribe (tên chính thức: Caribbean Cup) từng là giải đấu bóng đá tổ chức dành cho các đội tuyển bóng đá quốc gia là thành viên của Liên đoàn bóng đá Caribe. Giải đấu đầu tiên do Shell thành lập và điều hành bởi cựu cầu thủ ném bóng nhanh của đội tuyển Cricket Anh Fred Rumsey, được tổ chức vào năm 1989 tại Barbados. Giải vô địch bóng đá vùng Caribe đóng vai trò là giải đấu vòng loại giữa các thành viên CFU cho Cúp Vàng CONCACAF. Giải vô địch bóng đá vùng Caribe là giải đấu thay thế cho giải vô địch bóng đá CFU tổ chức từ năm 1978 đến 1988.
Trinidad và Tobago, đội tuyển vô địch tám lần, cùng Jamaica, đội tuyển có sáu lần vô địch, là hai đội tuyển thành công nhất, vô địch tổng cộng 14 giải đấu trên 18 giải đấu đã được tổ chức. Martinique, Haiti, Cuba và Curaçao là những đội tuyển còn lại đã từng lên ngôi vô địch.
Trong ngày diễn ra trận chung kết của giải đấu năm 1990, một cuộc nổi loạn diễn ra tại quốc gia chủ nhà Trinidad và Tobago do nhóm khủng bố Jamaat al Muslimeen gây ra đã khiến cho giải đấu buộc phải hủy bỏ mà không thể tổ chức trận chung kết và tranh hạng ba. Ngoài ra, giải đấu cũng không được tổ chức vào các năm 2000, 2002 và 2003.
Giải đấu năm 2017 là lần tổ chức thứ 19 và cũng là lần tổ chức cuối cùng của giải đấu. Giải đấu đã được hủy bỏ và thay vào đó các đội tuyển thành viên sẽ tham gia tranh tài tại CONCACAF Nations League.

## Nhà tài trợ
Qua nhiều năm, giải đấu đã được đặt tên theo các nhà tài trợ tương ứng của nó. Shell đã tài trợ cho giải đấu kể từ khi nó được thành lập vào năm 1989.
Vào tháng 2 năm 1996, Jack Warner đã công bố một khoản tài trợ mới từ công ty sản xuất quần áo thể thao Umbro cho Giải vô địch bóng đá vùng Caribe 1996. Giải đấu cũng được Umbro đồng tài trợ vào năm 1997 trước khi Shell giành lại quyền tài trợ duy nhất cho giải đấu năm 1998.
Tháng 10 năm 1998, trong năm đầu tiên và duy nhất được tài trợ bởi Asia Sport Group (nay là World Sport Group), giải đấu đã đổi tên thành Copa Caribe. Chủ tịch CFU Jack Warner tuyên bố rằng sự thay đổi này được thực hiện để làm nổi bật giải đấu như một nhánh của Copa de Oro. Inter/Forever có trụ sở tại Florida (nay là Traffic Group) đã đồng ý một thỏa thuận tài trợ mới để thay thế thỏa thuận của Asia Sport Group vào tháng 1 năm 1999. Giải đấu vẫn giữ nguyên tên gọi Copa Caribe vào các năm 1999 và 2001.
Giải đấu không được tổ chức vào năm 2003, thay vào đó các đội tuyển tập trung thi đấu vòng bảng của vòng loại Cúp Vàng CONCACAF 2003.
Công ty điện thoại Digicel có trụ sở tại Caribe đã tiếp quản quyền tài trợ giải đấu vào năm 2004, và vào tháng 6 năm 2007 họ tiếp tục đồng ý tài trợ cho các giải đấu năm 2008 và 2010. Các giải đấu năm 2012 và 2014 không có nhà tài trợ chính, trong khi giải đấu cuối cùng năm 2017 được tài trợ bởi Scotiabank.

## Các giải đấu
| Năm                       | Chủ nhà                                   |                                                     | Chung kết                                           | Chung kết                                           | Chung kết                              |                                        | Tranh hạng ba                          | Tranh hạng ba       | Tranh hạng ba          |
| Năm                       | Chủ nhà                                   | Nhà vô địch                                         | Tỷ số                                               | Á quân                                              | Hạng ba                                | Tỷ số                                  | Hạng tư                                |                     |                        |
| Shell Caribbean Cup       | Shell Caribbean Cup                       | Shell Caribbean Cup                                 | Shell Caribbean Cup                                 | Shell Caribbean Cup                                 | Shell Caribbean Cup                    | Shell Caribbean Cup                    | Shell Caribbean Cup                    | Shell Caribbean Cup | Shell Caribbean Cup    |
| ------------------------- | ----------------------------------------- | --------------------------------------------------- | --------------------------------------------------- | --------------------------------------------------- | -------------------------------------- | -------------------------------------- | -------------------------------------- | ------------------- | ---------------------- |
| 1989 Chi tiết             | Barbados                                  |                                                     | · Trinidad và Tobago                                | 2–1                                                 | · Grenada                              |                                        | · Guadeloupe                           | Không tổ chức       | · Antille thuộc Hà Lan |
| 1990 Chi tiết             | Trinidad và Tobago                        | Không tổ chức · ( Trinidad và Tobago vs Martinique) | Không tổ chức · ( Trinidad và Tobago vs Martinique) | Không tổ chức · ( Trinidad và Tobago vs Martinique) | Không tổ chức · ( Jamaica vs Barbados) | Không tổ chức · ( Jamaica vs Barbados) | Không tổ chức · ( Jamaica vs Barbados) |                     |                        |
| 1991 Chi tiết             | Jamaica                                   | · Jamaica                                           | 2–0                                                 | · Trinidad và Tobago                                | · Saint Lucia                          | 4–1                                    | · Guyana                               |                     |                        |
| 1992 Chi tiết             | Trinidad và Tobago                        | · Trinidad và Tobago                                | 3–1                                                 | · Jamaica                                           | · Martinique                           | 1–1 (5–3 s.h.p)                        | · Cuba                                 |                     |                        |
| 1993 Chi tiết             | Jamaica                                   | · Martinique                                        | 0–0 (6–5 s.h.p)                                     | · Jamaica                                           | · Trinidad và Tobago                   | 3–2                                    | · Saint Kitts và Nevis                 |                     |                        |
| 1994 Chi tiết             | Trinidad và Tobago                        | · Trinidad và Tobago                                | 7–2                                                 | · Martinique                                        | · Guadeloupe                           | 2–0                                    | · Suriname                             |                     |                        |
| 1995 Chi tiết             | Quần đảo Cayman · Jamaica                 | · Trinidad và Tobago                                | 5–0                                                 | · Saint Vincent và Grenadines                       | · Cuba                                 | 3–0                                    | · Quần đảo Cayman                      |                     |                        |
| Shell/Umbro Caribbean Cup |                                           |                                                     |                                                     |                                                     |                                        |                                        |                                        |                     |                        |
| 1996 Chi tiết             | Trinidad và Tobago                        |                                                     | · Trinidad và Tobago                                | 2–0                                                 | · Cuba                                 |                                        | · Martinique                           | 1–1 (3–2 s.h.p)     | · Suriname             |
| 1997 Chi tiết             | Antigua và Barbuda · Saint Kitts và Nevis | · Trinidad và Tobago                                | 4–0                                                 | · Saint Kitts và Nevis                              | · Jamaica                              | 4–1                                    | · Grenada                              |                     |                        |
| Shell Caribbean Cup       |                                           |                                                     |                                                     |                                                     |                                        |                                        |                                        |                     |                        |
| 1998 Chi tiết             | Jamaica · Trinidad và Tobago              |                                                     | · Jamaica                                           | 2–1                                                 | · Trinidad và Tobago                   |                                        | · Haiti                                | 3–2                 | · Antigua và Barbuda   |
| Copa Caribe               |                                           |                                                     |                                                     |                                                     |                                        |                                        |                                        |                     |                        |
| 1999 Chi tiết             | Trinidad và Tobago                        |                                                     | · Trinidad và Tobago                                | 2–1                                                 | · Cuba                                 |                                        | Haiti · Jamaica                        | Không tổ chức       |                        |
| 2001 Chi tiết             | Trinidad và Tobago                        | · Trinidad và Tobago                                | 3–0                                                 | · Haiti                                             | · Martinique                           | 1–0                                    | · Cuba                                 |                     |                        |
| Digicel Caribbean Cup     |                                           |                                                     |                                                     |                                                     |                                        |                                        |                                        |                     |                        |
| 2005 Chi tiết             | Barbados                                  |                                                     | · Jamaica                                           | VT                                                  | · Cuba                                 |                                        | · Trinidad và Tobago                   | VT                  | · Barbados             |
| 2007 Chi tiết             | Trinidad và Tobago                        | · Haiti                                             | 2–1                                                 | · Trinidad và Tobago                                | · Cuba                                 | 2–1                                    | · Guadeloupe                           |                     |                        |
| 2008 Chi tiết             | Jamaica                                   | · Jamaica                                           | 2–0                                                 | · Grenada                                           | · Guadeloupe                           | 0–0 (5–4 s.h.p)                        | · Cuba                                 |                     |                        |
| 2010 Chi tiết             | Martinique                                | · Jamaica                                           | 1–1 (5–4 s.h.p)                                     | · Guadeloupe                                        | · Cuba                                 | 1–0                                    | · Grenada                              |                     |                        |
| Caribbean Cup             |                                           |                                                     |                                                     |                                                     |                                        |                                        |                                        |                     |                        |
| 2012 Chi tiết             | Antigua và Barbuda                        |                                                     | · Cuba                                              | 1–0                                                 | · Trinidad và Tobago                   |                                        | · Haiti                                | 1–0                 | · Martinique           |
| 2014 Chi tiết             | Jamaica                                   | · Jamaica                                           | 0–0 (4–3 s.h.p)                                     | · Trinidad và Tobago                                | · Haiti                                | 2–1                                    | · Cuba                                 |                     |                        |
| Scotiabank Caribbean Cup  |                                           |                                                     |                                                     |                                                     |                                        |                                        |                                        |                     |                        |
| 2017 Chi tiết             | Martinique                                |                                                     | · Curaçao                                           | 2–1                                                 | · Jamaica                              |                                        | · Guyane thuộc Pháp                    | 1–0                 | · Martinique           |

## Các đội tuyển từng tham dự
Các thành viên của CFU từng tham dự giải đấu và vòng loại
- Anguilla
- Antigua và Barbuda
- Aruba
- Bahamas
- Barbados
- Bermuda
- Bonaire
- Quần đảo Virgin thuộc Anh
- Quần đảo Cayman
- Cuba
- Curaçao
- Dominica
- Cộng hòa Dominica
- Guyane thuộc Pháp
- Grenada
- Guadeloupe
- Guyana
- Haiti
- Jamaica
- Martinique
- Montserrat
- Puerto Rico
- Saint Kitts và Nevis
- Saint Lucia
- Saint-Martin
- Saint Vincent và Grenadines
- Sint Maarten
- Suriname
- Trinidad và Tobago
- Quần đảo Turks và Caicos
- Quần đảo Virgin thuộc Mỹ

## Thành tích của các đội tuyển
Năm được in nghiêng thể hiện đó là giải đấu mà đội tuyển ấy là chủ nhà hoặc đồng chủ nhà.
| Đội tuyển                   | Vô địch                                            | Á quân                           | Hạng ba                    | Hạng tư                    |
| --------------------------- | -------------------------------------------------- | -------------------------------- | -------------------------- | -------------------------- |
| Trinidad và Tobago          | 8 (1989, 1992, 1994, 1995, 1996, 1997, 1999, 2001) | 5 (1991, 1998, 2007, 2012, 2014) | 2 (1993, 2005)             | 0                          |
| Jamaica                     | 6 (1991, 1998, 2005, 2008, 2010, 2014)             | 3 (1992, 1993, 2017)             | 2 (1997, 1999)             | 0                          |
| Cuba                        | 1 (2012)                                           | 3 (1996, 1999, 2005)             | 3 (1995, 2007, 2010)       | 4 (1992, 2001, 2008, 2014) |
| Haiti                       | 1 (2007)                                           | 1 (2001)                         | 4 (1998, 1999, 2012, 2014) | 0                          |
| Martinique                  | 1 (1993)                                           | 1 (1994)                         | 3 (1992, 1996, 2001)       | 2 (2012, 2017)             |
| Curaçao1                    | 1 (2017)                                           | 0                                | 0                          | 1 (1989)                   |
| Grenada                     | 0                                                  | 2 (1989, 2008)                   | 0                          | 2 (1997, 2010)             |
| Guadeloupe                  | 0                                                  | 1 (2010)                         | 3 (1989), (1994), (2008)   | 1 (2007)                   |
| Saint Kitts và Nevis        | 0                                                  | 1 (1997)                         | 0                          | 1 (1993)                   |
| Saint Vincent và Grenadines | 0                                                  | 1 (1995)                         | 0                          | 0                          |
| Saint Lucia                 | 0                                                  | 0                                | 1 (1991)                   | 0                          |
| Guyane thuộc Pháp           | 0                                                  | 0                                | 1 (2017)                   | 0                          |
| Suriname                    | 0                                                  | 0                                | 0                          | 2 (1994, 1996)             |
| Guyana                      | 0                                                  | 0                                | 0                          | 1 (1991)                   |
| Quần đảo Cayman             | 0                                                  | 0                                | 0                          | 1 (1995)                   |
| Antigua và Barbuda          | 0                                                  | 0                                | 0                          | 1 (1998)                   |
| Barbados                    | 0                                                  | 0                                | 0                          | 1 (2005)                   |

1 bao gồm cả kết quả đại diện cho Antille thuộc Hà Lan

## Giải thưởng
| Năm  | Cầu thủ có giá trị cao nhất | Vua phá lưới(tính riêng vòng chung kết) | Thủ môn xuất sắc nhất | Giải thưởng Fair Play |
| ---- | --------------------------- | --- | --------------------- | --------------------- |
| 1989 | Steve Mark                  | Dwight Yorke, Philbert Jones (2 bàn) |                       | Grenada               |
| 1991 | Paul Davis                  | Paul Davis (5 bàn) |                       |                       |
| 1992 |                             | Leonson Lewis (7 bàn) |                       |                       |
| 1993 | Walter Boyd                 | Jean-Michel Modestin (5 bàn) |                       | Saint Kitts và Nevis  |
| 1994 | David Nakhid                | |                       |                       |
| 1995 | David Nakhid                | |                       |                       |
| 1996 |                             | Russell Latapy (6 bàn) |                       |                       |
| 1997 | Jerren Nixon                | | Clayton Ince          |                       |
| 1998 | Stern John                  | Stern John (10 bàn) | Clayton Ince          |                       |
| 1999 | Raciel Martínez             | Ariel Álvarez (5 bàn) | Clayton Ince          |                       |
| 2001 | Dennis Lawrence             | Golman Pierre (5 bàn) | Clayton Ince          |                       |
| 2005 | Andy Williams               | Luton Shelton (9 bàn) |                       |                       |
| 2007 | Pierre Richard Bruny        | Gary Glasgow (6 bàn) |                       |                       |
| 2008 | Eric Vernan                 | Kithson Bain, Luton Shelton (5 bàn) |                       |                       |
| 2010 | Rodolph Austin              | Dane Richards, Kithson Bain (3 bàn) |                       |                       |
| 2012 |                             | Peter Byers, Ariel Martínez, Kerbi Rodríguez, Gary Pigrée, Jean-Philippe Peguero, Leonel Saint-Preux, Kévin Parsemain, Frédéric Piquionne (2 bàn) |                       |                       |
| 2014 | Rodolph Austin              | Kervens Belfort, Darren Mattocks và Kevin Molino (3 bàn)                                                                                          | Andre Blake           | Haiti                 |
| 2017 | Gino van Kessel             | Elson Hooi (2 bàn) | Eloy Room             |                       |